# Dysjaholmen
Dysjaholmen est une île norvégienne du comté de Hordaland appartenant administrativement à Bergen.

## Description
Rocheuse et désertique, elle s'étend sur environ 40 m de longueur pour une largeur approximative de 25 m. 